# Luigi Montesano
Luigi Montesano (Roma, 16 luglio 1926 – Roma, 10 gennaio 2009) è stato un giurista italiano.

## Biografia
Luigi Montesano, uno dei maggiori, più attenti e raffinati studiosi del processo civile della seconda metà del XX secolo, si laureò in giurisprudenza all'Università La Sapienza di Roma nel 1947. Entrato in magistratura, fu anche magistrato militare. Nel 1954 conseguì la libera docenza in diritto processuale civile, sempre alla Sapienza. Nel 1957 vinse il concorso a professore straordinario nella stessa materia presso la facoltà di Giurisprudenza dell'Università di Cagliari, e tre anni dopo divenne professore ordinario.
Risale a quegli anni la nascita del sodalizio con Virgilio Andrioli, che Montesano considerò sempre come il suo vero maestro. Nel 1963 passò alla facoltà di giurisprudenza dell'Università di Bari, e nel 1973 fu chiamato all'università La Sapienza di Roma. In quell'occasione la cattedra di diritto processuale civile della facoltà di giurisprudenza fu sdoppiata: la prima cattedra fu attribuita a Montesano e la seconda ad Andrioli che in precedenza insegnava diritto fallimentare. 
Insieme ad Andrioli e a Mauro Cappelletti, Montesano è stato il principale ispiratore del disegno di legge ministeriale che diede origine alla legge 11 agosto 1973 n. 533 che ha riformato il rito del lavoro. In quell'occasione il testo del codice di procedura civile fu parzialmente ricondotto all'impostazione di Giuseppe Chiovenda (maestro di Andrioli) che nel 1940 aveva ispirato i compilatori del codice e che era stata notevolmente annacquata in occasione della "novella" del 1950. Collocato fuori ruolo nel 1998, fu successivamente nominato professore emerito.

## La dottrina
Autore prolifico, Montesano ha dedicato la sua attenzione a ogni aspetto del processo civile. Notevole nei suoi scritti la costante attenzione ai principi del diritto pubblico e in specie della Costituzione che sorreggono tutto il sistema della giurisdizione e dei diritti civili. Sulla posizione della magistratura di fronte alle norme costituzionali, secondo Montesano poiché i poteri dei giudici non ricevono legittimazione dalla volontà popolare, essi sono soggetti solo alla legge, e di conseguenza alla giurisdizione è inibito innalzarsi a fonte del diritto. Una delle conseguenze di questo assunto è di sminuire il carattere vincolante dei precedenti della cassazione, tanto che essi possono essere anche contraddetti, se adeguatamente motivati, dai giudici di merito (con eccezione del giudice chiamato a giudicare, in sede di rinvio, sulla controversia su cui la cassazione ha enunciato il principio di diritto).
Tra i suoi allievi, Franco Cipriani, con il quale nel 1993 polemizzò garbatamente levandosi in difesa della figura di Giuseppe Chiovenda che in uno scritto del 1991 il suo discepolo aveva inteso ridimensionare.

## Opere Fondamentali
- La tutela giurisdizionale dei diritti - Trattato di diritto civile diretto da Filippo Fassalli (prima edizione 1985, seconda edizione 1993)
- Manuale di diritto processuale del lavoro (con Romano Vaccarella) (ultima edizione 1996)
- Trattato di diritto processuale civile (2001)